# Gerry Cooney
Gerald Arthur Cooney (4 de agosto de 1956) es un exboxeador profesional estadounidense cuya trayectoria abarca desde 1977 hasta 1990. Cooney fue aspirante al título mundial del peso pesado en 1982 y 1987.

## Primeros años
Nacido en Long Island, en el seno de una familia obrera de origen irlandés de religión católica, Cooney fue animado por su padre a convertirse en boxeador profesional. Su hermano, Tommy Cooney, también era boxeador. Sus abuelos residían en Placentia, Terranova.

## Trayectoria como boxeador aficionado
Como boxeador aficionado, Gerry Cooney ganó campeonatos internacionales en Inglaterra, Gales y Escocia. También ganó dos campeonatos de los Guantes de Oro de Nueva York: el campeonato juvenil de 160 libras de 1973 al derrotar a Larry Derrick, y el campeonato abierto de peso pesado de 1976 al vencer a Earlous Tripp.
Cooney entrenaba en Long Island, Nueva York, a las órdenes de John Capobianco.
Su registro como boxeador aficionado fue de 55 victorias y 3 derrotas.

## Trayectoria como boxeador profesional
Al pasar al boxeo profesional, Cooney firmó con los gerentes Mike Jones y Dennis Rappaport y fue entrenado por Víctor Valle.
Conocido por su gran gancho de izquierda y su imponente tamaño, el alto y delgado Cooney disputó su primera pelea como profesional el 15 de febrero de 1977 ante Billy Jackson al que derrotó por nocaut en el primer asalto. A continuación encadenó nueve victoria seguidas, lo que le granjeó la atención como futuro aspirante al título mundial.
Más tarde subió una categoría de peso y se enfrentó al futuro campeón mundial de peso crucero S. T. Gordon en Las Vegas, al que venció en el cuarto asalto por descalificación. En los años 1978 y 1979 Cooney ganó once peleas más. Entre los rivales que derrotó se encontraban Charlie Polite, el excampeón de peso pesado estadounidense Eddie López y Tom Prater.
Su carrera profesional tomó impulso al vencer a los aspirantes al título mundial Jimmy Young y Ron Lyle, ambos por nocaut. La pelea contra Young se detuvo debido a los cortes presentaba este. Para entonces Cooney ya se encontraba clasificado como número 1 por el Consejo Mundial de Boxeo (CMB) y ya estaba deseando enfrentarse al campeón mundial Larry Holmes.
En 1981 derrotó al excampeón mundial de peso pesado Ken Norton por nocaut a los 54 segundos del primer asalto con un golpe terriblemente poderoso, lo que supuso batir la plusmarca del nocaut más rápido de la historia, que había establecido Lee Savold en 1948. Cooney no peleó durante 13 meses después de derrotar a Norton en espera del combate contra Holmes.
Al año siguiente, Holmes accedió a luchar contra él. Con una bolsa de diez millones de dólares para el aspirante, fue la pelea mejor pagada en la historia del boxeo hasta ese momento. En los días previos al combate, este adquirió una serie connotaciones raciales que fueron exageradas por los promotores, algo con lo que Cooney no estuvo de acuerdo, ya que opinaba que la habilidad, y no la raza, debía determinar si un boxeador era bueno o no. Sin embargo, si Cooney ganaba, se convertiría en el primer campeón mundial de raza blanca del peso pesado desde que el sueco Ingemar Johansson derrotó a Floyd Patterson 23 años antes. Don King calificó a Cooney como "La gran esperanza blanca". La pelea atrajo la atención mundial, tanto que se convirtió en una de las mayores producciones televisivas de la historia y fue transmitida a más de 150 países.
Cooney combatió valientemente después de ser derribado en el segundo asalto, pero fue sancionado con una penalización de tres puntos por repetidos golpes bajos. En el decimosegundo asalto, Holmes, más hábil y experimentado, volvió a derribar a Cooney. En el decimotercer asalto, el entrenador de Cooney, Víctor Valle, entró en el cuadrilátero para evitar que su púgil recibiera un severo castigo por parte de Holmes. Dos de los tres jueces habrían dado la victoria a Cooney después del decimosegundo asalto si no fuera por las deducciones de puntos. Después de la pelea Holmes y Cooney se hicieron grandes amigos y establecieron una relación duradera. 
Tras un largo descanso, Cooney volvió a pelear en septiembre de 1984 en Anchorage (Alaska) ante Phillip Brown, al que venció por nocaut en el cuarto asalto. Ese año disputó un combate más, el cual ganó; no obstante, los problemas personales lo alejaron del cuadrilátero.
Cooney ya había pasado por sus mejores momentos cuando hizo una reaparición poco aconsejable contra el excampeón mundial del peso pesado y mundial del peso semipesado Michael Spinks, quien lo noqueó en el quinto asalto.
La última pelea de Cooney fue en 1990 ante el excampeón mundial George Foreman. Aunque Cooney hizo tambalear a Foreman en el primer asalto, este finalmente lo venció por nocaut en el segundo asalto, en lo que se podría calificar como un combate de viejas glorias.
| N.º | Resultado | V-D  | Rival            |       | Asalto  | Fecha      | Localidad                          |
| --- | --------- | ---- | ---------------- | ----- | ------- | ---------- | ---------------------------------- |
| 31  | Derrota   | 28-3 | George Foreman   | KO    | 2 (10)  | 15/1/1990  | Atlantic City, Nueva Jérsey        |
| 30  | Derrota   | 28-2 | Michael Spinks   | KOT   | 5 (15)  | 15/6/1987  | Atlantic City, Nueva Jérsey        |
| 29  | Victoria  | 28-1 | Eddie Gregg      | KO    | 1 (10)  | 31/5/1986  | San Francisco, California          |
| 28  | Victoria  | 27-1 | George Chaplin   | KOT   | 2 (10)  | 8/12/1984  | Fénix, Arizona                     |
| 27  | Victoria  | 26-1 | Philipp Brown    | KOT   | 4 (10)  | 29/9/1984  | Anchorage, Alaska                  |
| 26  | Derrota   | 25-1 | Larry Holmes     | KOT   | 13 (15) | 11/6/1982  | Paradise, Nevada                   |
| 25  | Victoria  | 25-0 | Ken Norton       | KOT   | 1 (10)  | 11/5/1981  | Nueva York, estado de Nueva York   |
| 24  | Victoria  | 24-0 | Ron Lyle         | KO    | 1 (10)  | 24/10/1980 | Hempstead, estado de Nueva York    |
| 23  | Victoria  | 23-0 | Jimmy Young      | KOT   | 4 (10)  | 25/5/1980  | Atlantic City, Nueva Jérsey        |
| 22  | Victoria  | 22-0 | Leroy Boone      | KOT   | 6 (10)  | 14/12/1979 | Atlantic City, Nueva Jérsey        |
| 21  | Victoria  | 21-0 | John Dino Denis  | KOT   | 3 (10)  | 9/11/1979  | Nueva York, estado de Nueva York   |
| 20  | Victoria  | 20-0 | Malik Dozier     | KO    | 6 (10)  | 9/10/1979  | Commack, estado de Nueva York      |
| 19  | Victoria  | 19-0 | Broderick Mason  | KO    | 4 (10)  | 22/8/1979  | Nueva York, estado de Nueva York   |
| 18  | Victoria  | 18-0 | Tom Prater       | KOT   | 2 (10)  | 29/6/1979  | Nueva York, estado de Nueva York   |
| 17  | Victoria  | 17-0 | Charlie Johnson  | KO    | 1 (10)  | 26/2/1979  | Nueva York, estado de Nueva York   |
| 16  | Victoria  | 16-0 | Eddie López      | PTS   | 8       | 13/1/1979  | Miami Beach, Florida               |
| 15  | Victoria  | 15-0 | Grady Daniels    | RET.  | 5 (8)   | 15/12/1978 | Nueva York, estado de Nueva York   |
| 14  | Victoria  | 14-0 | Sam McGill       | PTS   | 8       | 1/11/1978  | White Plains, estado de Nueva York |
| 13  | Victoria  | 13-0 | Charley Polite   | KO    | 4 (8)   | 4/10/1978  | White Plains, estado de Nueva York |
| 12  | Victoria  | 12-0 | G. G. Maldonado  | KOT   | 8 (8)   | 22/6/1978  | Nueva York, estado de Nueva York   |
| 11  | Victoria  | 11-0 | S. T. Gordon     | DESC. | 4 (10)  | 17/3/1978  | Paradise, Nevada                   |
| 10  | Victoria  | 10-0 | Gary Bates       | KO    | 4 (6)   | 11/2/1978  | Winchester, Nevada                 |
| 9   | Victoria  | 9-0  | Austin Johnson   | KO    | 1 (6)   | 27/1/1978  | Hempstead, estado de Nueva York    |
| 8   | Victoria  | 8-0  | Terry Lee Kidd   | KO    | 1 (6)   | 14/1/1978  | Hauppauge, estado de Nueva York    |
| 7   | Victoria  | 7-0  | Jimmie Sykes     | KO    | 1 (6)   | 21/12/1977 | Nueva York, estado de Nueva York   |
| 6   | Victoria  | 6-0  | Quinnie Locklear | KO    | 1 (6)   | 30/11/1977 | White Plains, estado de Nueva York |
| 5   | Victoria  | 5-0  | Joe Maye         | KO    | 4 (6)   | 18/11/1977 | Nueva York, estado de Nueva York   |
| 4   | Victoria  | 4-0  | Matt Robinson    | PTS   | 4       | 3/8/1977   | Nueva York, estado de Nueva York   |
| 3   | Victoria  | 3-0  | José Rosario     | KO    | 2 (6)   | 20/3/1977  | Louisville, Kentucky               |
| 2   | Victoria  | 2-0  | Jimmy Robertson  | KO    | 2 (6)   | 2/3/1977   | Nueva York, estado de Nueva York   |
| 1   | Victoria  | 1-0  | Bill Jackson     | KO    | 1 (6)   | 15/2/1977  | Nueva York, estado de Nueva York   |